# 戸嶋靖昌
戸嶋 靖昌（としま やすまさ, Yasumasa TOSHIMA, 1934年 – 2006年7月20日）は、栃木県出身の画家。武蔵野美術学校（現・武蔵野美術大学）卒業。

## 経歴

### 出生から高校卒業
1934年、栃木県塩谷郡船生村（現・塩谷町）に生まれた。1939年に父親が肺結核で病死したため、親の故郷である秋田県北秋田郡坊沢村（現・北秋田市）に引っ越し、母子家庭（母、靖昌、弟、妹）で育った。実家は大地主の富農であり、代々坊沢村長を務める名家だった。なお、出生地が鷹巣町坊沢であるとされることもあるが、生涯にわたって戸嶋の作品を取り扱った清澄画廊は戸嶋の出生地を栃木県であるとしている。坊沢村立尋常小学校、坊沢村立小学校、秋田県立大館中学校（旧制中学/現・秋田県立大館鳳鳴高校）に進学し、大館中学校美術部では部長を務めた。

### 武蔵野美術学校時代
1952年に秋田県立大館鳳鳴高等学校卒業（4期生）後、半年ほど郷里の小学校で図工の代用教員をしていたが、1953年に武蔵野美術学校（現・武蔵野美術大学）西洋画科に入学。武蔵野美術学校では麻生三郎や山口長男、森芳雄や山口薫らの教えを受けた。1955年には西洋画科から彫刻科に転科。学費の滞納によって落第1回、除籍6回など苦学を極めたが、1958年に武蔵野美術学校彫刻科を卒業した。戸嶋の作品には府中市界隈を描いた作品も数多い。
武蔵野美術学校卒業後には彫刻科助手に就任し、1967年に助手を退任。この年には麻生の推薦によって東京・銀座のサヱグサ画廊で初個展を開催し、また武蔵野美術学校で職員を務めていた女性と結婚した。この時期には銀座の清澄画廊主である田中孝一と知り合い、終生にわたって親交を深めた。1970年には山口長男の絵画研究グループで油絵制作やデッサン研究などを行い、三島由紀夫の自決を機に森をモチーフとするようになった。

### スペイン在住時代
ディエゴ・ベラスケス、エル・グレコ、フランシスコ・デ・スルバランなど、スペインのバロック絵画などに興味を抱くようになり、日本での嘱望された未来を捨てて、フランコ独裁政権末期の1974年にスペインに渡った。まずはマドリード、次にセビリアに近いアスナルカサルに居を構え、1976年にグラナダに移って制作拠点とした。スペイン在住時には、モロッコ、フランス、インド、ネパール、ギリシャ、トルコなどを旅して作品の題材とした。また何度か日本に帰国し、清澄画廊などで個展を開催している。1995年にはグラナダのアトリエを俳優の奥田瑛二が訪ねており、この際の様子は日本テレビの「グラナダの赤い絵の具」として放送された。

### 日本帰国後
1999年に妻が死去したことをきっかけにして2000年に日本に帰国すると、東京都稲城市で作品制作を続けた。2001年にはいずれもスペイン在住経験がある島眞一、岡楯男、上野在森と「土の会」を結成し、清澄画廊などで作品を発表し続けた。2002年には「月刊美術」の特集号を通じてバイオテック社長の執行草舟と知り合い、執行は戸嶋が死去するまで後援者であり続けた。執行はバイオテック虎の門社屋の中に特設アトリエを設置し、戸嶋はこのアトリエで絶筆となる「執行草舟の像」を描いている。
2004年には40年ぶりに彫刻作品を手掛ける。2005年11月には虎の門病院で末期の直腸癌と診断され、2006年7月20日、闘病の末に死去。72歳だった。葬儀では本人の希望でヨハン・ゼバスティアン・バッハの「マタイ受難曲」が流された。2008年には稲城市のアトリエに戸嶋靖昌記念館が開館し、2011年には千代田区麹町に戸嶋靖昌記念館分館が開館している。2009年には韓国の写真家チョン・セヨンが写真集『TOSHIMA』（樹流山房）を出版した。2015年11月には駐日スペイン大使館において、日西交流400周年記念の一環として、「孤高のリアリズム～戸嶋靖昌の芸術～」展が開催された。

## 文献
- 『ごじょわたの魂 戸嶋靖昌 現代バロック絵画を拓く』清澄画廊, 2007年
- 『戸嶋靖昌 : 恩師と友人たち』清澄画廊, 2012年
- 『Rerlismo Solitario 孤高のリアリズム -戸島靖昌の芸術-』スペイン大使館, 2014年
- 小池寿子寄稿論文, 講談社エディトリアル, 2015年
- 甲田洋二・執行草舟『対談戸嶋靖昌とその時代 戦後の武蔵野美術大学』戸嶋靖昌記念館, 2013年
- 執行草舟『孤高のリアリズム -戸島靖昌の芸術-』講談社エディトリアル, 2016年
- チョン・セヨン『TOSHIMA 戸嶋靖昌 自ら進んで弟子となった者たちによる本』樹流山房, 2009年（韓国語・日本語・英語・スペイン語で出版されている。）
- 山口長男・戸嶋靖昌『我と汝 山口長男・戸嶋靖昌の対話』戸嶋靖昌記念館, 2013年